# Lusebrink
Der Lusebrink ist die höchste Erhebung der ostwestfälischen Stadt Petershagen im Kreis Minden-Lübbecke. Er liegt im Stadtteil Neuenknick und hat eine Höhe von 79,1 m ü. NHN.

## Lage
Von Süden führt eine Gemeindestraße, die denselben Namen trägt, auf die Erhebung. Der höchste Punkt selbst befindet sich jedoch auf einer landwirtschaftlich genutzten Fläche.

## Geographie
Der Lusebrink ist mit seinen 79,1 Metern die höchste Erhebung im Stadtgebiet von Petershagen. Geformt vor 250.000 Jahren, als die Gletscher der „Saale-Kaltzeit“ von Skandinavien aus bis an den Rand unserer Mittelgebirge vorrückten und in Neuenknick und Umgebung viel Sand ablagerten.

## Namensherkunft
Vermutlich um die zum Christentum bekehrten Bewohner von dieser einstigen Stätte ihrer Vorfahren fernzuhalten, gab man dem Hügel in der Neuzeit seinen Namen: Lusebrink, was sich von „Lauseberg“ ableitet. Eine vergleichbare Namensgebung findet sich beispielsweise bei dem rund 900 Meter entfernten Heidberg (Heiden-Berg) in Seelenfeld, wo sich bis heute ein Kalksandsteinwerk findet, das Sand abbaut.

## Geschichte

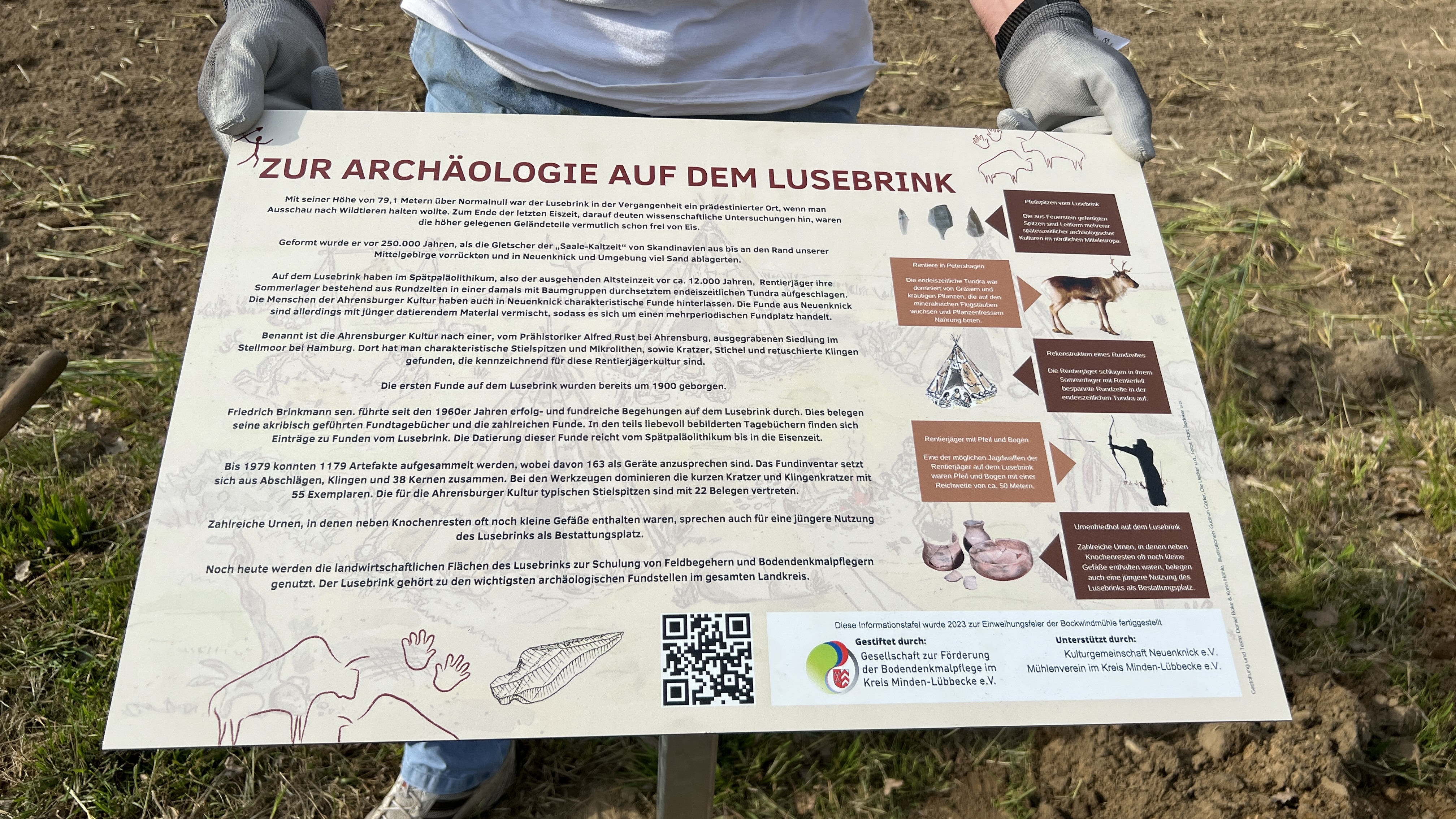
Die Infotafel auf dem Lusebrink

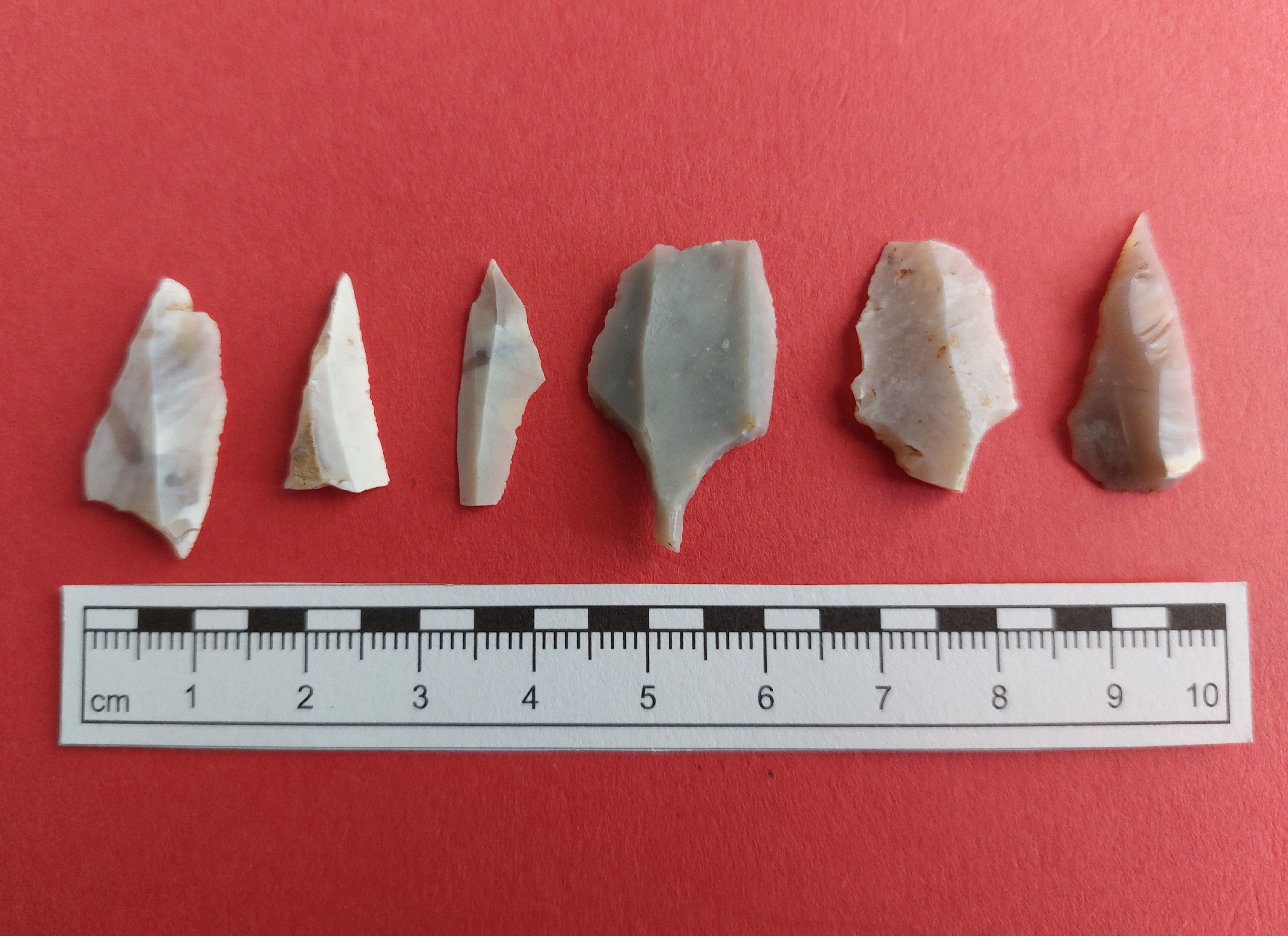

Auf dem Lusebrink befindet sich noch heute ein Festgelände, auf dem neben Lagerfeuerfeiern diverser Jugendgruppen auch das alljährliche Schützenfest abgehalten wird.
Auf dem Lusebrink befindet sich eine archäologische Fundstelle von besonderer Bedeutung für den Kreis Minden-Lübbecke. Im Spätpaläolithikum, also der ausgehenden Altsteinzeit vor circa 12.000 Jahren, haben Rentierjäger ihre Sommerlager bestehend aus Rundzelten in einer damals mit Baumgruppen durchsetztem endeiszeitlichen Tundra aufgeschlagen. Die Menschen der sogenannten “Ahrensburger Kultur” haben auf dem Lusebrink diagnostische Funde hinterlassen, die beispielsweise die hochwertige Bearbeitung von Feuerstein (Silex) belegen. Die Funde ermöglichen es, die Fundstelle zu datieren und wissenschaftlich anzusprechen.
Benannt ist die Ahrensburger Kultur nach einer vom Prähistoriker Alfred Rust bei Ahrensburg ausgegrabenen Siedlung im Stellmoor bei Hamburg, wo man charakteristische Steingeräte wie Stielspitzen und Mikrolithen, sowie Kratzer, Stichel und retuschierte Klingen fand, die typisch für die Kultur der spezialisierten Rentierjäger sind.
Zahlreiche Urnen, in denen neben Knochenresten oft noch kleine Gefäße enthalten waren, belegen aber auch die jüngere Nutzung des Lusebrinks zum Beispiel als Bestattungsplatz. Gefunden wurden sie bei der „Entsandung“ also dem Abbau von Sand. Der Sand wurde zum Beispiel im Jahr 1910 am Südabhang abgebaut und samstags als Stubensand geholt, mit dem man zur damaligen Zeit sonntags die Stube streute. Aber auch bei Baumaßnahmen im Jahr 1933 – seinerzeit entstand ein kleiner Fest- und Sportplatz, den die Schule als Wettkampfstätte und der Reiterverein für Übungsstunden nutze – oder zuletzt 1965, als der nach dem Ersten Weltkrieg entstandene Schießstand neu aufgebaut wurde. Seit der Flurbereinigung war der Lusebrink teilweise mit Kiefern bepflanzt, während er nördlich und westlich weiter landwirtschaftlich genutzt wird.
Die Bockwindmühle Neuenknick wurde 2021/22 vom bisherigen Standort im Südwesten des Ortes auf den Lusebrink transloziert und steht hier in Sichtweite der Königsmühle im benachbarten Seelenfeld. Die offizielle Schlüsselübergabe und Wiedereröffnung der Bockwindmühle auf dem Lusebrink fand am 13. Mai 2023 statt. Unter den Gästen waren unter anderem der Landrat des Kreises Minden-Lübbecke Ali Dogan und weitere Vertreter aus Verwaltung, Politik und Kultur. Gleichzeitig mit der Bockwindmühle, wurde eine Infotafel zur archäologischen Bedeutung des Lusebrinks von der Gesellschaft zur Förderung der Bodendenkmalpflege im Kreis Minden-Lübbecke e.V. fertiggestellt.